# Międzynarodowy Festiwal Teatrów Plenerowych i Ulicznych „Feta”
Międzynarodowy Festiwal Teatrów Plenerowych i Ulicznych FETA – festiwal teatrów ulicznych i plenerowych odbywający się cyklicznie od 1997 roku w Gdańsku. Jedno z najważniejszych wydarzeń tego typu w Polsce. Organizatorem festiwalu jest "Plama" Gdański Archipelag Kultury.

## Historia festiwalu
Festiwal FETA powstał w 1997 roku jako jednorazowe przedsięwzięcie, mające uczcić obchody tysiąclecia Gdańska. Do miasta zjechało kilkadziesiąt teatrów z całego świata. Festiwal zwyciężył w ogłoszonym przez Polskie Radio Gdańsk i Gazetę Wyborczą plebiscycie na najciekawsze wydarzenie kulturalne roku milenijnego. FETA znalazła się także w pierwszej dziesiątce najlepszych festiwali
tego typu na świecie w plebiscycie zorganizowanym wśród twórców francuskich teatrów. W 2008 roku w plebiscycie „Skrzydła Trójmiasta”
FETA zdobyła drugą nagrodę w kategorii „Kulturalne Trójmiasto”.
W ciągu dwunastu edycji Festiwalu wystąpiło blisko 250 teatrów z całego świata. W 2002 roku wystąpił hiszpański teatr Xarxa ze spektaklem „Veles e vents”, którego premiera odbyła się na otwarcie tunelu pod kanałem La Manche, a w 2006 r. norweski teatr Stella Polaris, otwierający w 1994 roku Zimowe Igrzyska Olimpijskie w Lillehammer.
W 2020 oraz w 2021, z powodu pandemii koronawirusa COVID-19, kolejne edycje festiwalu się nie odbyły.
W roku 2021 festiwal obchodził 25 lecie istnienia, z tej okazji powstał jubileszowy mural przy ul. Bajana 11 w Gdańsku.
W roku 2022 festiwal powrócił w nowej odsłonie, zmieniając swoją dotychczasową lokalizację. XXIV edycja festiwalu odbyła się na Przymorzu Wielkim w Parku Reagana. 